# Dikesven
Dikesven (Agrostis exarata) är en gräsart som beskrevs av Carl Bernhard von Trinius. Enligt Catalogue of Life ingår Dikesven i släktet ven och familjen gräs, men enligt Dyntaxa är tillhörigheten istället släktet ven och familjen gräs. Arten förekommer tillfälligt i Sverige, men reproducerar sig inte. Inga underarter finns listade i Catalogue of Life.

## Bildgalleri

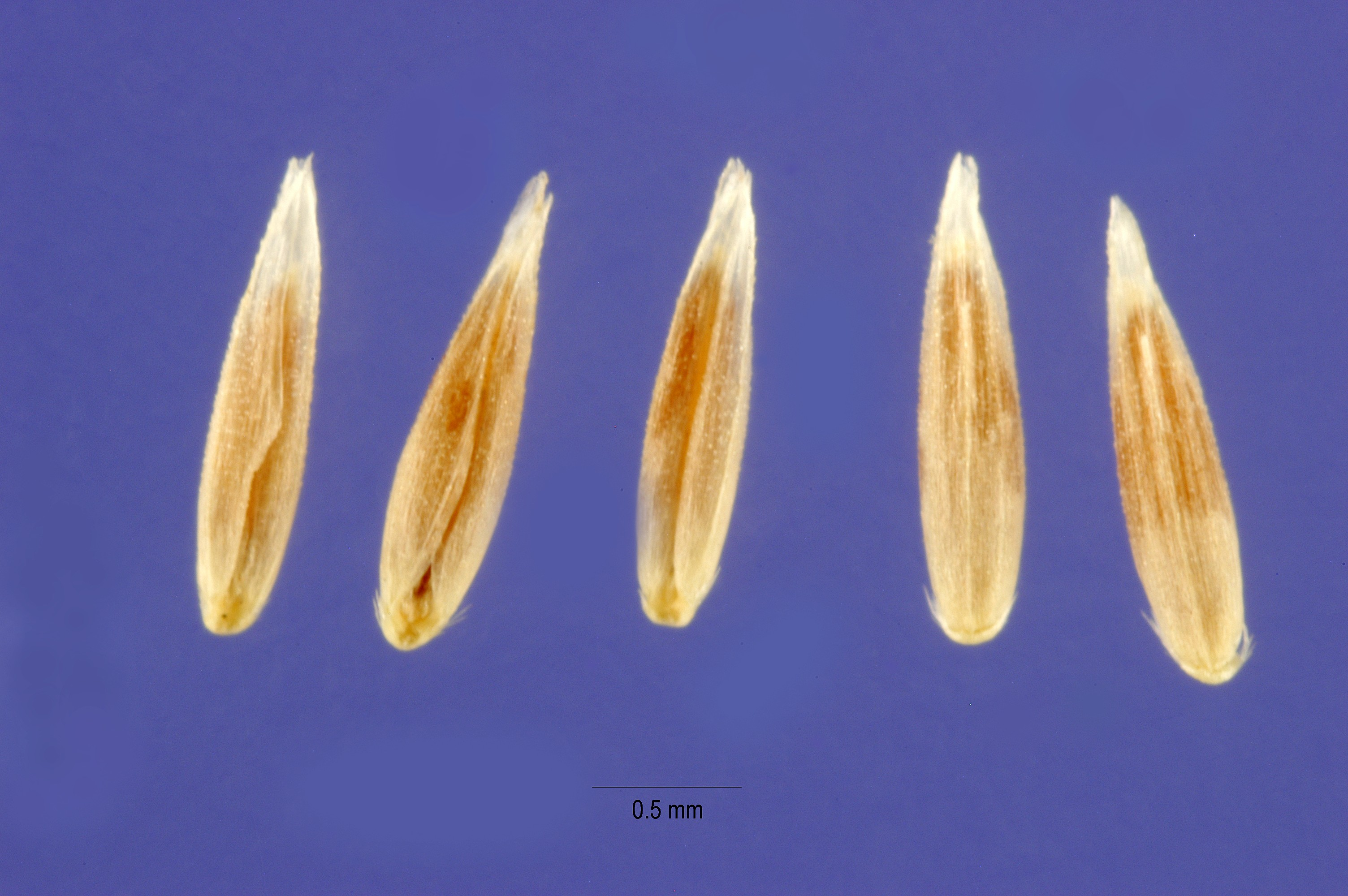